# کائو لین (شاهزاده دونگهای)
کائو لین (متوفای ۵ فوریه ۲۵۱) یک شاهپور از دودمان کائو، پسر نخستین امپراتور آن کائو پی، برادر دومین حاکم کائو وی کائو روی و پدر کائو مائو، چهارمین امپراتور آن بود.